# Sæmundur fróði
Sæmundur Sigfússon (inn fróði) (* 1056 in Oddi; † 22. Mai 1133), meist einfach „Sæmundur fróði“ (= deutsch: Sæmundur, der Gelehrte) genannt, war Priester und Gelehrter in Island.

## Familie und Herkunft
Er war der Sohn des Priesters Sigfús Loðmundarsson in Oddi und dessen Frau Þórey Eyjólfsdóttir. Diese stammte von Guðmundr dem Reichen (hinn ríki) und Hall Þorsteinsson, den mächtigsten Goden des Landes ab, die angeblich auch mit den Königen von Norwegen verwandt waren. Seine beiden Brüder waren Valgarðr und Rúnólfr, die beide in der Njáls saga auftreten. Rúnólfr war ein Gegner des Christentums. Er war verheiratet mit der Tochter von Andres Brunsson und dessen Frau Solveig aus Kongehelle in Bohuslän. Ihre Söhne waren Pål Flip, Gunnar Fis und Lopt. Er hatte außerdem einen außerehelichen Sohn, Åsmund.
Sæmundur soll auch mit einer Guðrún verheiratet gewesen sein, die nach seinem Tod die meisten Mythen über ihn verfasst haben soll, insbesondere, dass er die „schwarze Kunst“ beherrscht habe, wie die isländischen Bischofssagen berichten.

## Auslandsstudium und Beziehungen ins Ausland
Sæmundur fróði gehört angeblich zu den ersten Isländern, die zum Studium ins Ausland reisten. Ari inn fróði schreibt, dass er aus Südfrankreich nach Hause gekommen sei. Die Bischofssaga „Jóns saga helga“ gibt an, dass der Heilige Jón Ögmundsson ihn aus dem Ausland zurückgeholt habe, allerdings ohne anzugeben, woher. Die jüngere Quelle Oddaannálar og Oddverjaannáll behauptet, er sei aus Paris zurückgekommen. Daneben gibt es auch die Vermutung, er habe sich im Grenzgebiet zwischen Deutschland und Frankreich aufgehalten, andere vermuten ihn in der Domschule der Notre Dame und auch an anderen Orten.
Sein Sohn Lopt heiratete Þora Magnusdatter, die uneheliche Tochter von König Magnus Berrføtt. Er hatte an seinem Lebensende gute Verbindungen zu Erzbischof Asker in Lund und König Sigurd Jorsalfare. Das zeigt sich auch daran, dass sein Sohn, Sæmundur fróðis Enkel Jón Loptsson, in Kongehelle in Bohuslän bei Göteborg, also in der Nähe des Königs, aufwuchs.

## Vermutliche Werke
Sæmundur fróði wurde bald wegen seiner Gelehrsamkeit und besonders wegen seiner Geschichtskenntnisse berühmt.
Aber von ihm ist nichts Schriftliches erhalten. Andererseits besteht Einigkeit darüber, dass er eine Geschichte der norwegischen Könige verfasst hat. Wahrscheinlich hat er seine Schriften wie die meisten anderen Gelehrten der Zeit auf Latein verfasst; denn Ari inn fróði behauptet, dass er selbst zum ersten Mal eine Geschichte auf Norrøn geschrieben habe. In den ersten Strophen des „Nóregs konunga tal“, in dem die norwegischen Könige aufgelistet werden, wird Sæmundur als Gewährsmann für die Königsreihe von Halfdan dem Schwarzen bis Magnus dem Guten genannt. Die Angaben der „Nóregs konunga tal“ sind sehr knapp, aber aus der Óláfs saga des Oddr Snorrason, die auch den Sæmundur erwähnt, ist zu entnehmen, dass dieser wesentlich mehr zu den einzelnen Königen geschrieben hatte.
Ihm wird auch nachgesagt, dass er sich an der Íslendingabók und an der Formulierung des Christenrechts von 1033 und der Zehntgesetze von 1096 beteiligt habe.
In gelehrten Schriften des 17. Jahrhunderts wurden ihm auch andere Texte zugeschrieben, die nachweislich nicht von ihm sind, so zum Beispiel die Sæmundar-Edda. Wahrscheinlich stammte diese Theorie über die Autorschaft der Edda von dem Gelehrten Jón lærði Guðmundsson († 1648). Nach ihm haben sie viele Gelehrte übernommen.

## Volkssagengestalt
Es gibt viele Volkssagen über Sæmundur, die angeblich teilweise bis ins 13. Jahrhundert zurückgehen sollen.
Schon bald nach seinem Tode galt er als „trollkundiger“ Mann und wurde mit okkulten Praktiken in Verbindung gebracht. Er konnte angeblich durch die Luft fliegen, und es gibt einige Faust-Motive in den Mythen über ihn. Die berühmteste ist, dass Sæmundur auf dem Heimweg mit dem Teufel einen Pakt schließt, dass dieser ihn gegen Überlassung seiner Seele trocken von Frankreich nach Island bringe. Der Teufel verwandelt sich daraufhin in einen großen Seehund, auf dem Sæmundur reitet. Kurz vor dem isländischen Ufer zieht er eine Bibel hervor und schlägt damit dem Seehund-Teufel auf den Kopf, so dass dieser untergeht. Dadurch überlistet Sæmundur den Teufel und rettet seine Seele.
Diese Sage hat Ásmundur Sveinsson mit einer Skulptur vor der Universität von Reykjavík dargestellt.